# Sampford Courtenay
Sampford Courtenay är en ort och civil parish i Storbritannien.   Den ligger i grevskapet Devon och riksdelen England, i den södra delen av landet, 280 km väster om huvudstaden London. Sampford Courtenay ligger 143 meter över havet och antalet invånare är 509.
Terrängen runt Sampford Courtenay är huvudsakligen platt, men söderut är den kuperad. Terrängen runt Sampford Courtenay sluttar norrut. Runt Sampford Courtenay är det ganska glesbefolkat, med 43 invånare per kvadratkilometer. Närmaste större samhälle är Okehampton, 7,5 km sydväst om Sampford Courtenay. Trakten runt Sampford Courtenay består i huvudsak av gräsmarker.